# Amtsgericht Willenberg
Das Amtsgericht Willenberg war ein preußisches Amtsgericht mit Sitz in der Stadt Willenberg, Ostpreußen.

## Geschichte
In Willenberg bestand bis 1849 das Land- und Stadtgericht Willenberg und danach die Gerichtskommission Willenberg des Kreisgerichtes Ortelsburg. Im Rahmen der Reichsjustizgesetze wurden die bestehenden Gerichte aufgehoben und einheitlich Amtsgerichte gebildet. Das königlich preußische Amtsgericht Willenberg wurde mit Wirkung zum 1. Oktober 1879 als eines von zehn Amtsgerichten im Bezirk des Landgerichtes Allenstein im Bezirk des Oberlandesgerichtes Königsberg gebildet. Der Sitz des Gerichtes war Willenberg. Sein Gerichtsbezirk umfasste aus dem Kreis Ortelsburg den Stadtbezirk Willenberg und die Amtsbezirke Fürstenwalde, Kannwiesen, Groß Lattana, Groß Piwnitz, Großprzesdzienk und Schiemanen. Am Gericht bestanden 1880 zwei Richterstellen. Das Amtsgericht war damit ein kleines Amtsgericht im Landgerichtsbezirk.
Im Jahre 1945 wurde der Amtsgerichtsbezirk unter polnische Verwaltung gestellt, und die deutschen Einwohner wurden vertrieben. Damit endete auch die Geschichte des Amtsgerichtes Willenberg.